# Nicholas Barker
Nicholas Howard Barker (Norwich, 25 aprile 1973) è un batterista britannico.

## Biografia
Dopo varie esperienze in piccole band, nel 1992 è entrato nei Cradle of Filth, nota band di Gothic-Black metal. L'ultimo album registrato con il gruppo di Dani Filth è Cruelty and the Beast (1998) e appare anche nella sesta traccia di From the Cradle to Enslave (1999) nella canzone Funeral in Carpathia (Be Quick or Be Dead Version).
Successivamente è entrato negli altrettanto famosi Dimmu Borgir, registrando due album dal 1999 al 2004. Il suo improvviso licenziamento lo ha portato a diventare turnista; fino ad ora, ha registrato con varie band come Old Man's Child, Lock Up e Brujeria. Nel 2005 è entrato nella band death metal inglese Benediction.
Ha suonato per un breve periodo nei Testament ed è stato sostituito da Paul Bostaph per la realizzazione del nuovo album del gruppo, previsto per metà del 2008. Il motivo del suo abbandono è dovuto a problemi col permesso di soggiorno in America.
Nel 2007 ha suonato per i Gorgoroth.

## Discografia

### Monolith
- 1992 - Tales of the Macabre

### Benediction
- 2007 - Killing Music

### Brujeria
- 2000 - Brujerizmo

### Cradle of Filth
- 1994 - The Principle of Evil Made Flesh
- 1996 - V Empire or Dark Faerytales in Phallustein
- 1996 - Dusk... and Her Embrace
- 1998 - Cruelty and the Beast
- 1999 - From the Cradle to Enslave

### Dimmu Borgir
- 2001 - Puritanical Euphoric Misanthropia
- 2003 - Death Cult Armageddon

### Lock Up
- 1999 - Pleasures Pave Sewers
- 2002 - Hate Breeds Suffering
- 2004 - Play Fast or Die
- 2011 - Necropolis Transparent
- 2017 - Demonization

### Old Man's Child
- 2003 - In Defiance of Existence